# Рени, Гвидо
Гви́до Ре́ни (итал. Guido Reni; 4 ноября 1575, Кальвенцано, Эмилия-Романья — 18 августа 1642, Болонья) — итальянский живописец, рисовальщик и гравёр академического направления болонской школы.

## Биография

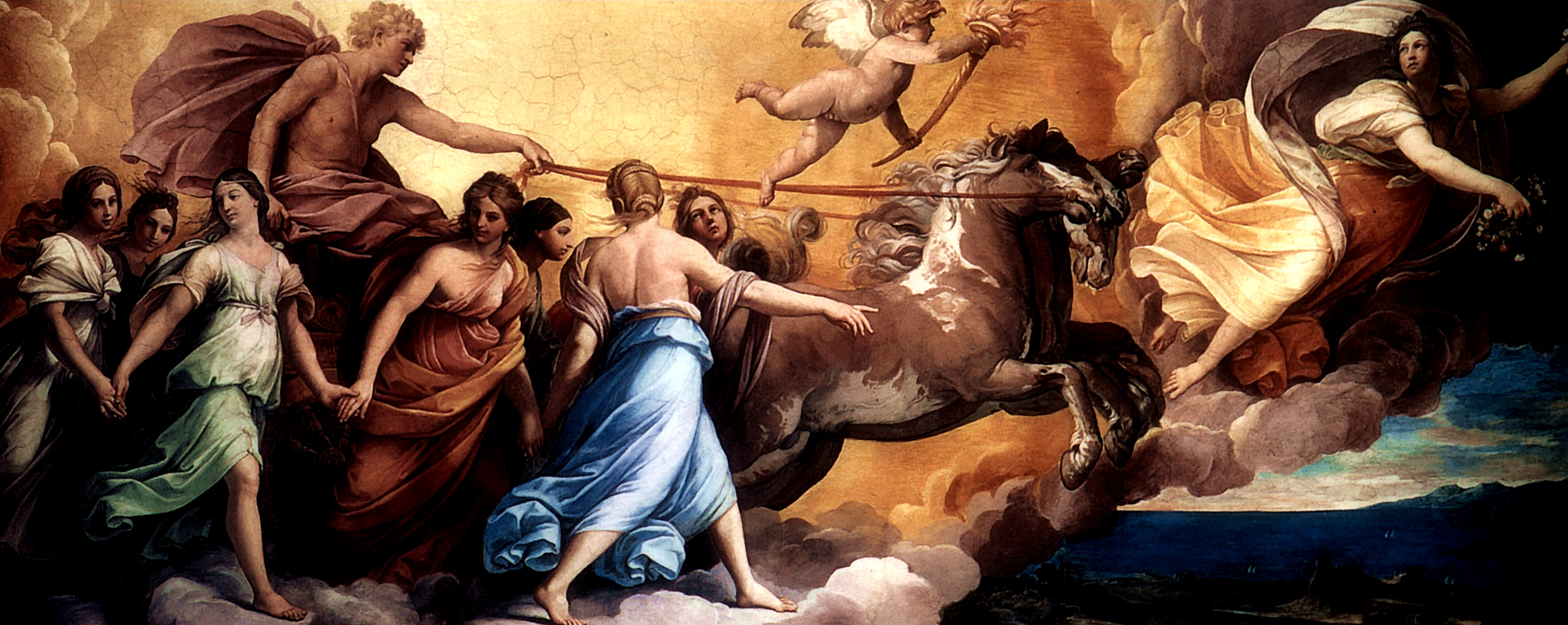
Колесница Аполлона и Аврора, прогоняющая ночь. Плафон «Казино Авроры» Палаццо Паллавичини-Роспильози в Риме. 1613—1614. Фреска

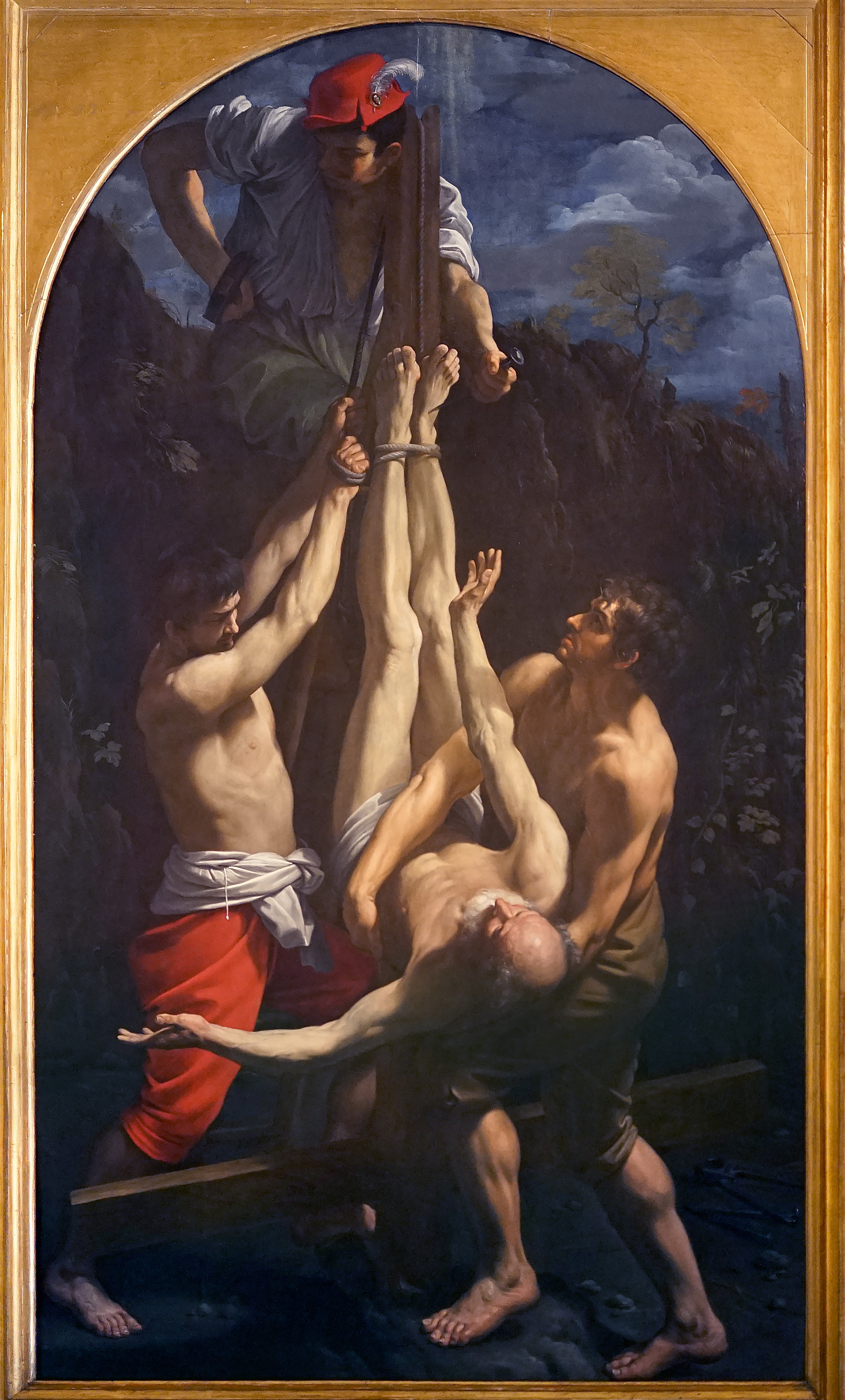
Распятие Святого Петра. 1605. Холст, масло. Пинакотека, Ватикан

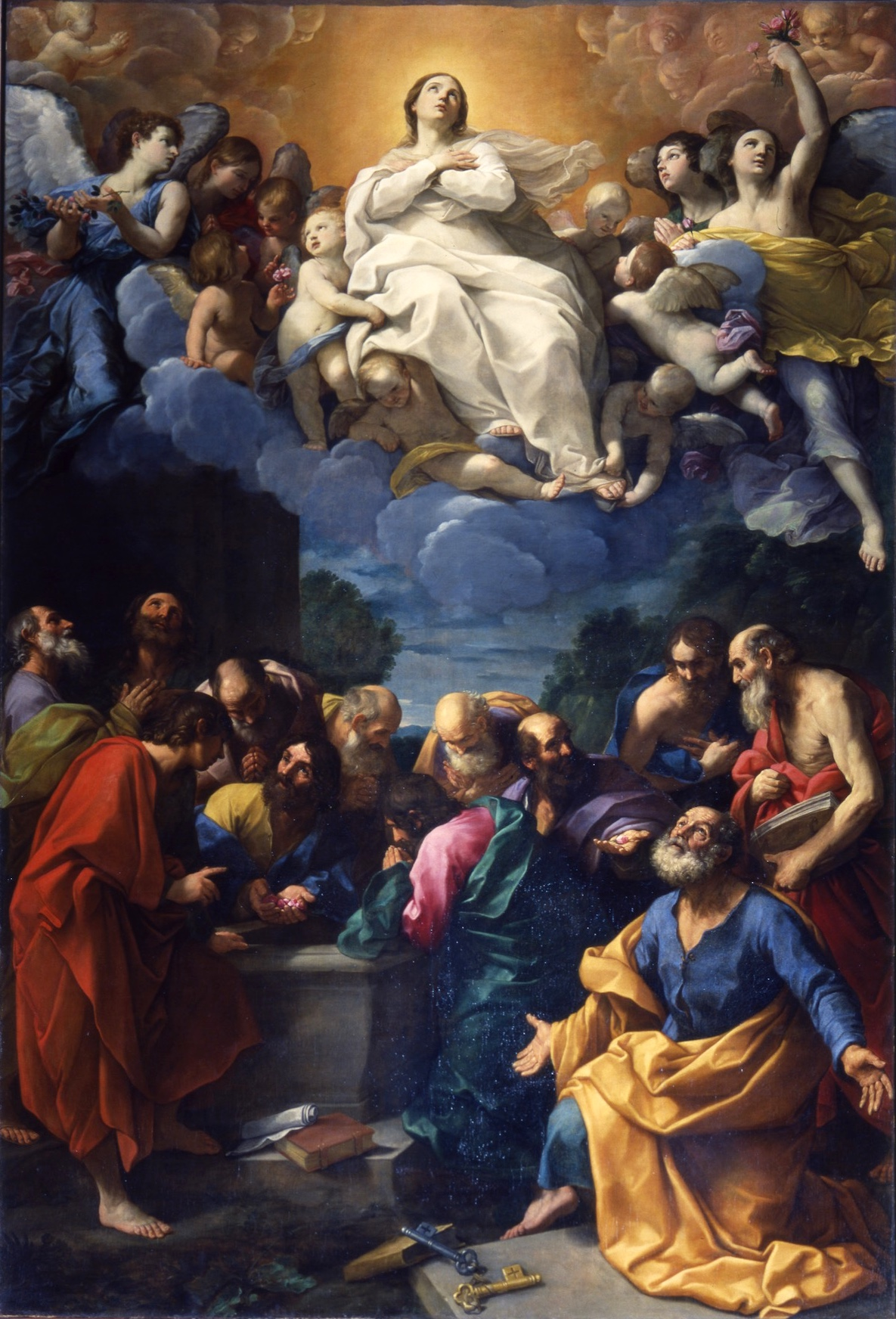
Вознесение Девы Марии. 1616. Холст, масло. Церковь Иисуса и святых Амброджо и Андреа, Генуя

Гвидо Рени родился в Болонье, он был единственным ребёнком Даниэле Рени, музыканта и хормейстера капеллы Сан-Петронио, и Джиневры Поцци. Крещён 7 ноября в церкви Сан-Пьетро. В 1584 году, по данным историографа живописцев болонской школы Карло Чезаре Мальвазиа, лично знавшего художника, он отказался от занятий музыкой, начатых его отцом, чтобы поступить в мастерскую к проживавшему в Болонье фламандскому живописцу Денису Калверту, который обязался содержать ученика в течение десяти лет. Там же Гвидо изучал гравюры Дюрера и Рафаэля и сам осваивал технику гравюры резцом по меди. Вскоре к этой мастерской присоединились Франческо Альбани и Доменикино. Он также мог обучаться у художника по имени Феррантини.
В возрасте около двадцати лет Гвидо Рени поступил в болонскую «Академию дельи-Инкамминати», возглавляемую Лодовико Карраччи, куда сразу же за ним последовал его друг и соученик Альбани. Однако, в 1598 году, после спора с Карраччи, Рени покинул студию. В том же году он создал свои первые гравюры, серию, посвященную визиту папы Климента VIII.
К концу 1601 года Рени и Альбани переехали в Рим, чтобы работать под руководством Аннибале Карраччи, кузена Лодовико, над фресками Палаццо Фарнезе. Ещё до переезда в Рим, Гвидо Рени создавал фрески в капелле Гвидотти базилики Сан-Доменико, «Падение Фаэтона» и «Отделение Света от Тьмы» для Палаццо Дзани в Болонье (теперь Палаццо Росси) и для болонской церкви Сан-Микеле-ин-Боско образ «Святой Бенедикт в пустыне». В Риме им были написаны по заказу кардинала Шипионе Боргезе картина «Распятие Святого Петра» (находится в Ватиканской пинакотеке) и знаменитый плафон «Аврора» в Палаццо Паллавичини-Роспильози. По возвращении в Болонью Рени написал «Избиение младенцев в Вифлееме» (находится в Болонской пинакотеке).
5 декабря 1599 года Гвидо Рени вошёл в Совет Конгрегации живописцев Болоньи (Consiglio della Congregazione dei pittori di Bologna). На основе полученного согласия на работы, выполненные по случаю визита папы Климента VIII, Рени получил возможность установить связи с римской средой, прежде всего с живописцем Джузеппе Чезари (Кавалером д’Арпино). Вскоре он снова отправился в Рим, по вызову папы Павла V, поручившего ему расписать стены капеллы Квиринальского дворца сценами из жития Девы Марии. Также папа заказал Рени картину «Поклонение Святому кресту» для церкви Сан-Грегорио.
Дальнейшие работы Рени: «Рай» для базилики Сан-Доминико в Болонье, «Вознесение» для церкви Сан-Амброджо в Болонье, «Распятие» для капуцинской церкви в Генуе (находится в Болонской пинакотеке), «Собирание небесной манны» и другие фрески в соборе Равенны.
В 1619 году Гвидо Рени возглавил Болонскую академию живописи. В 1622 году Рени трудился над украшением капеллы святого Януария в Неаполе, но вскоре принужден был удалиться оттуда, спасаясь от преследований и мести со стороны завидовавших ему живописцев Ланфранко и Риберы. Под конец своей жизни он предался азартным играм, страсть к которым мало-помалу погубила его талант.

## Оценки творчества
В первый период своей деятельности Рени примкнул к господствовавшему тогда в итальянской живописи натуралистическому направлению, причём, подобно другим ученикам Карраччи, подпал под влияние Караваджо. Натуралистические устремления Рени особенно ярко выразились в ватиканском «Распятии», по своей концепции и типам фигур схожем с изображениями пыток, обычными у итальянских художников того времени. К числу произведений Рени в том же роде относится «Избиение младенцев в Вифлееме». В средний период творчества Рени старался достигнуть красоты формы, как, например, в знаменитой росписи плафона «Казино Авроры» в Палаццо Паллавичини-Роспильози. В последний период он изображал типы чисто внешней женской красоты.
А. Н. Бенуа отзывался о творчестве Гвидо Рени на основании картин, имеющихся в Императорском Эрмитаже уважительно, но сдержанно, как о «пышности религиозного искусства» и «любимом настроении» художника: «наклонности к добродушной сентиментальности», а по поводу картины «Юность Девы Марии» заметил, что в своём «стремлении к изяществу» картина привлекательная, но «чуть приторная».
Имеются и более резкие оценки: «Иногда индивидуальный стиль Гвидо Рени определяют термином „классицизирующее барокко“, но при внимательном рассмотрении видно, что это слабый рисовальщик, а грубый цвет выдаёт посредственного колориста. Однако присущий Рени сентиментализм обеспечил ему громадный успех, что доказывает, насколько его искусство было созвучно идеалам его времени». Современники называли его "Божественный Гвидо (Divino Guido).
В XIX веке репутация Рени пошла на убыль в результате изменения вкусов; так, влиятельный художественный критик XIX века Джон Рёскин отзывался о художнике крайне негативно. Возрождение интереса к творчеству Рени началось в 1954 году, когда в Болонье была организована большая ретроспективная выставка работ художника.

## Ученики и наследие
Гвидо Рени был учителем целого ряда живописцев, среди которых наибольшую известность приобрёл Симоне Кантарини по прозванию Пезарезе (Симоне из Пезаро). Среди других учеников был Паоло Бьянкуччи. Кроме того, Рени оказал значительное влияние на живопись стиля барокко во Франции, через творчество таких художников, как Шарль Лебрен и Эсташ Лесюэр. Влияние Рени находят и в работах знаменитого испанского художника Мурильо.
Картины Гвидо Рени входят в коллекции многих ведущих мировых музеев. В парижском Лувре хранятся двадцать две его картины, в музее Прадо в Мадриде — восемнадцать, в Национальной галерее в Лондоне — семь. Его картины имеются в музеях России и США. Однако главные произведения, алтарные картины и фрески, сосредоточены в церквях и музеях Рима.

## Картины Гвидо Рени в музеях России
В санкт-петербургском Эрмитаже имеется восемь картин Гвидо Рени, среди них: «Спор отцов церкви о христианском догмате Непорочного зачатия», «Святой Иосиф с младенцем Христом на руках», «Раскаяние апостола Петра», «Святой Иероним», «Юность Девы Марии», несколько картин, которые ему приписываются, но авторство точно не установлено, и несколько старинных копий с его картин.
Картины Гвидо Рени находятся в собраниях Государственного музея изобразительных искусств имени А. С. Пушкина в Москве, Пермской художественной галереи, Смоленской художественной галереи. В Историко-литературном государственном музее-заповеднике А. С. Пушкина имеется картина Гвидо Рени «Скорбящая Богоматерь».

## Галерея

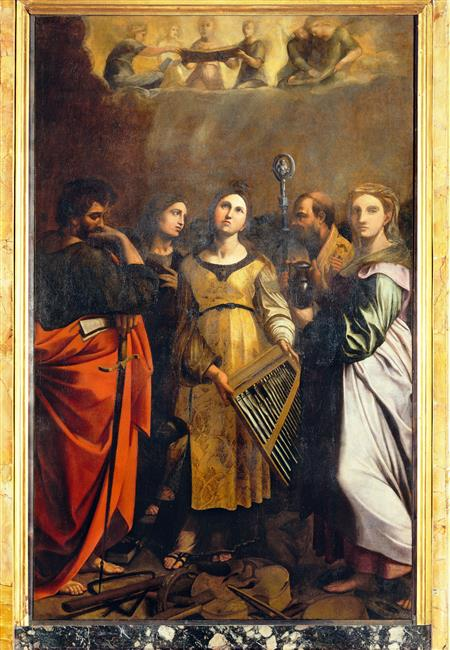
Святая Цецилия. Холст, масло. Церковь Сан-Луиджи-дей-Франчези, Рим
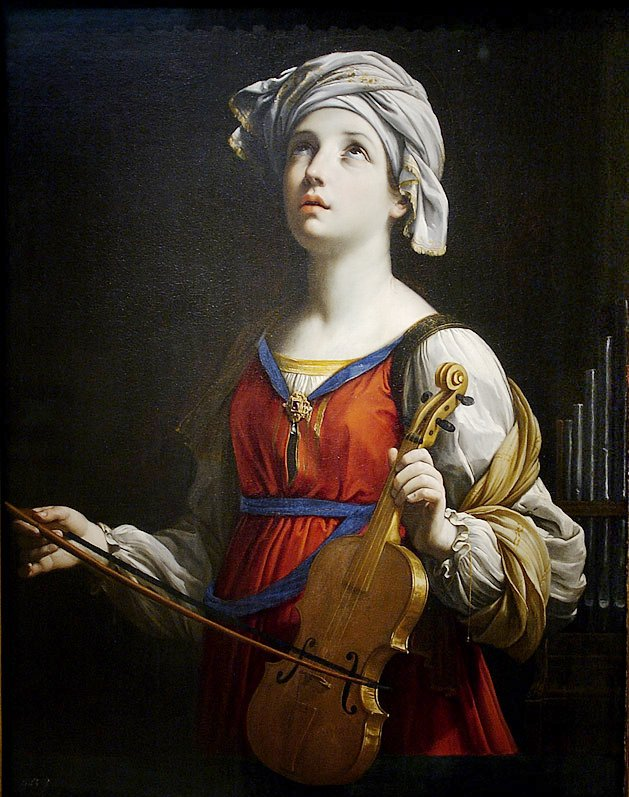
Святая Цецилия. 1606. Холст, масло. Музей Нортона Саймона, Пасадена, Калифорния, США
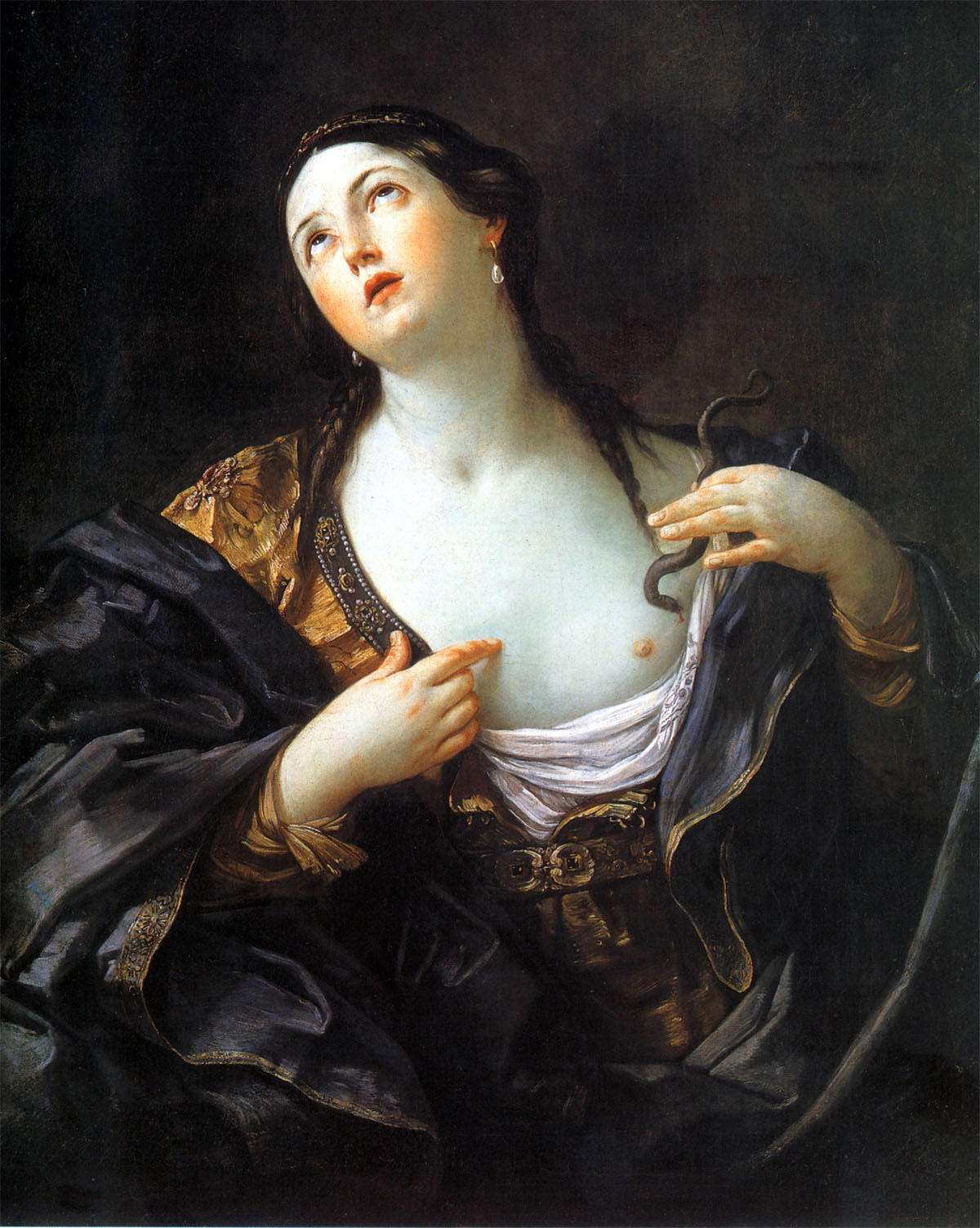
Смерть Клеопатры. Между 1595 и 1598. Холст, масло. Капитолийские музеи, Рим
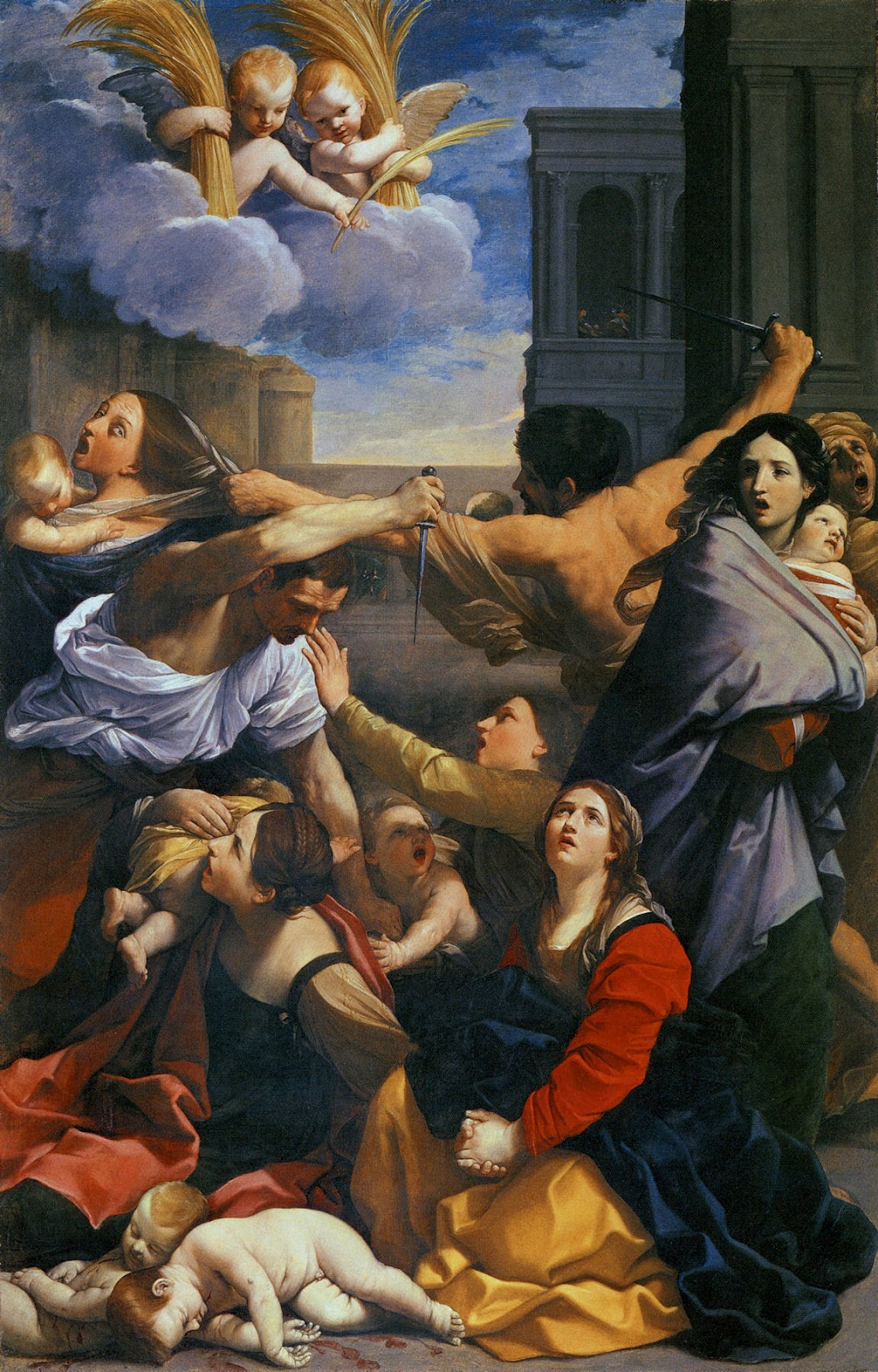
Избиение младенцев в Вифлееме. 1611. Холст, масло. Национальная пинакотека, Болонья
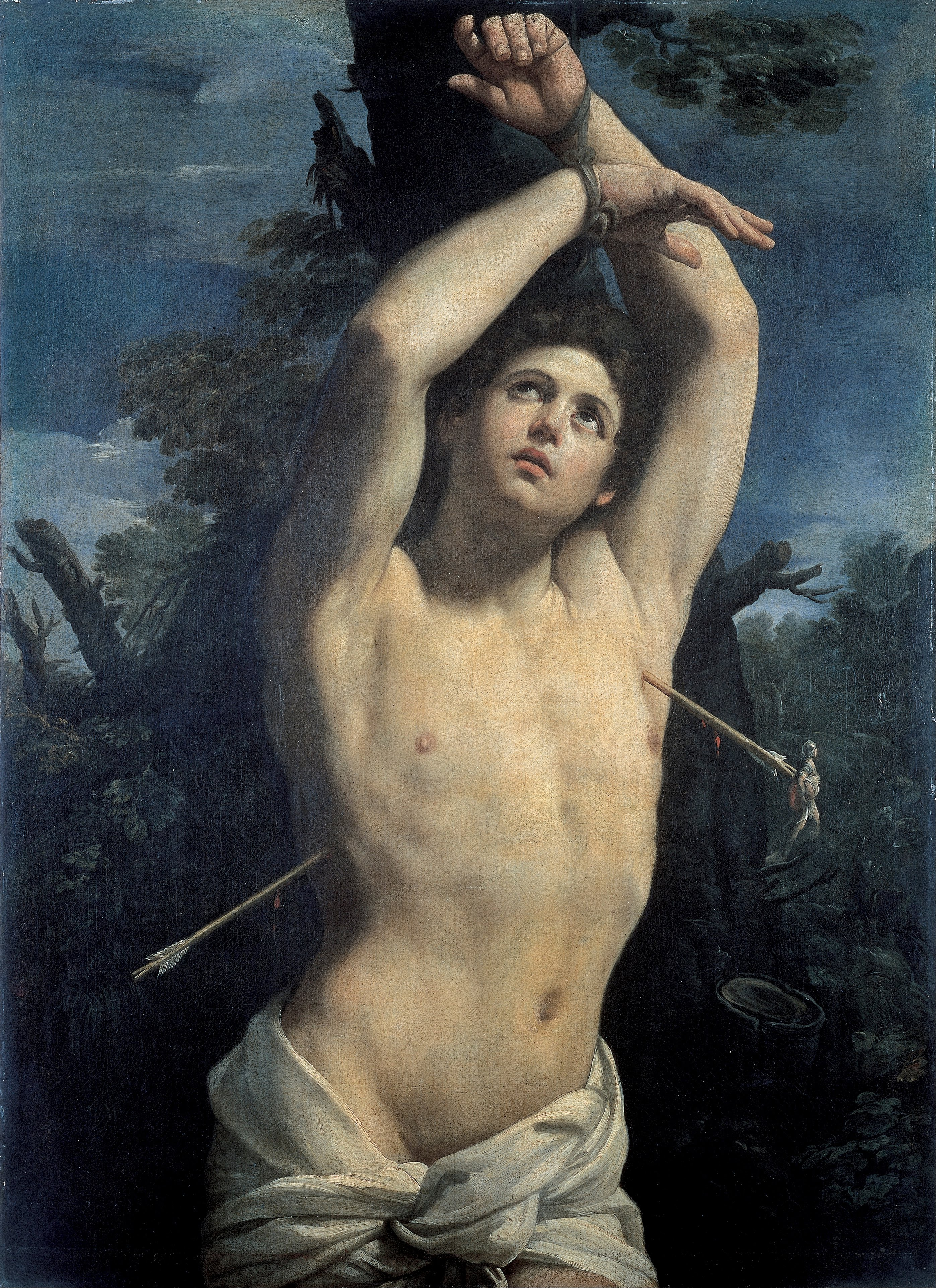
Святой Себастьян. Ок. 1615. Холст, масло. Музеи Страда Нуова, Генуя
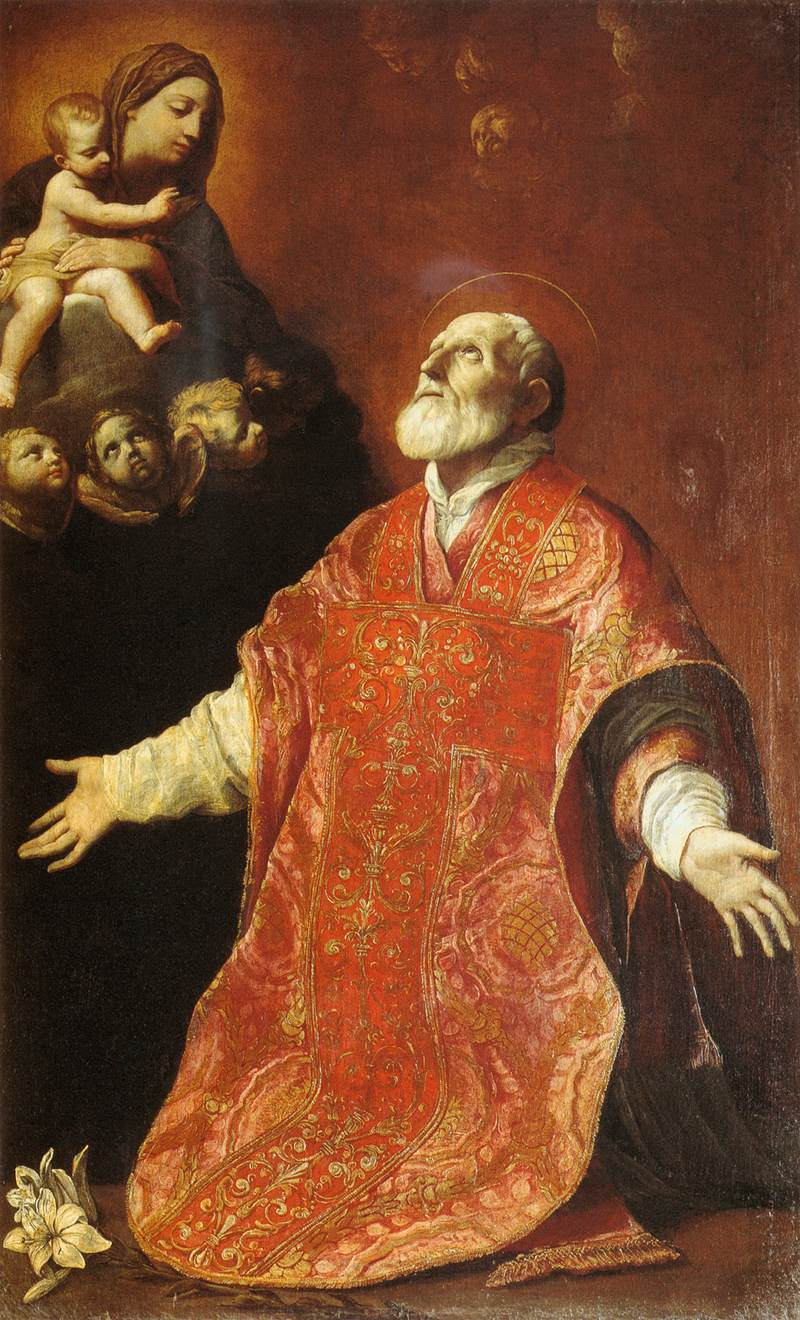
Экстаз святого Филиппа Нери, основателя монашеского ордена Ораторианцев. 1614. Холст, масло. Церковь Санта-Мария-ин-Валичелла, Рим
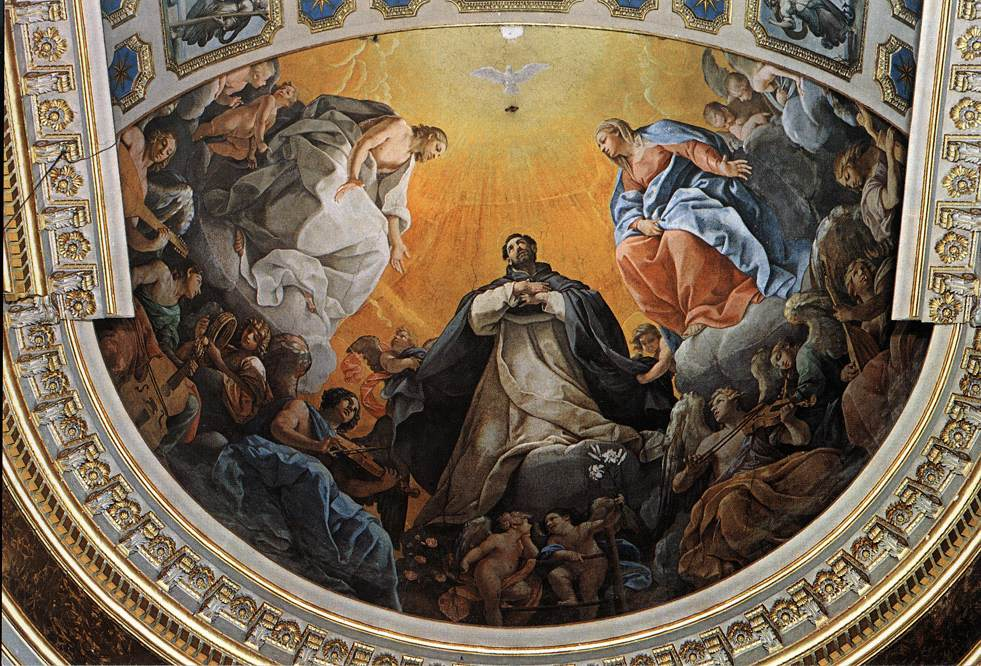
Слава Святого Доминика. 1613–1615. Роспись конхи апсиды базилики Святого Доминика, Болонья
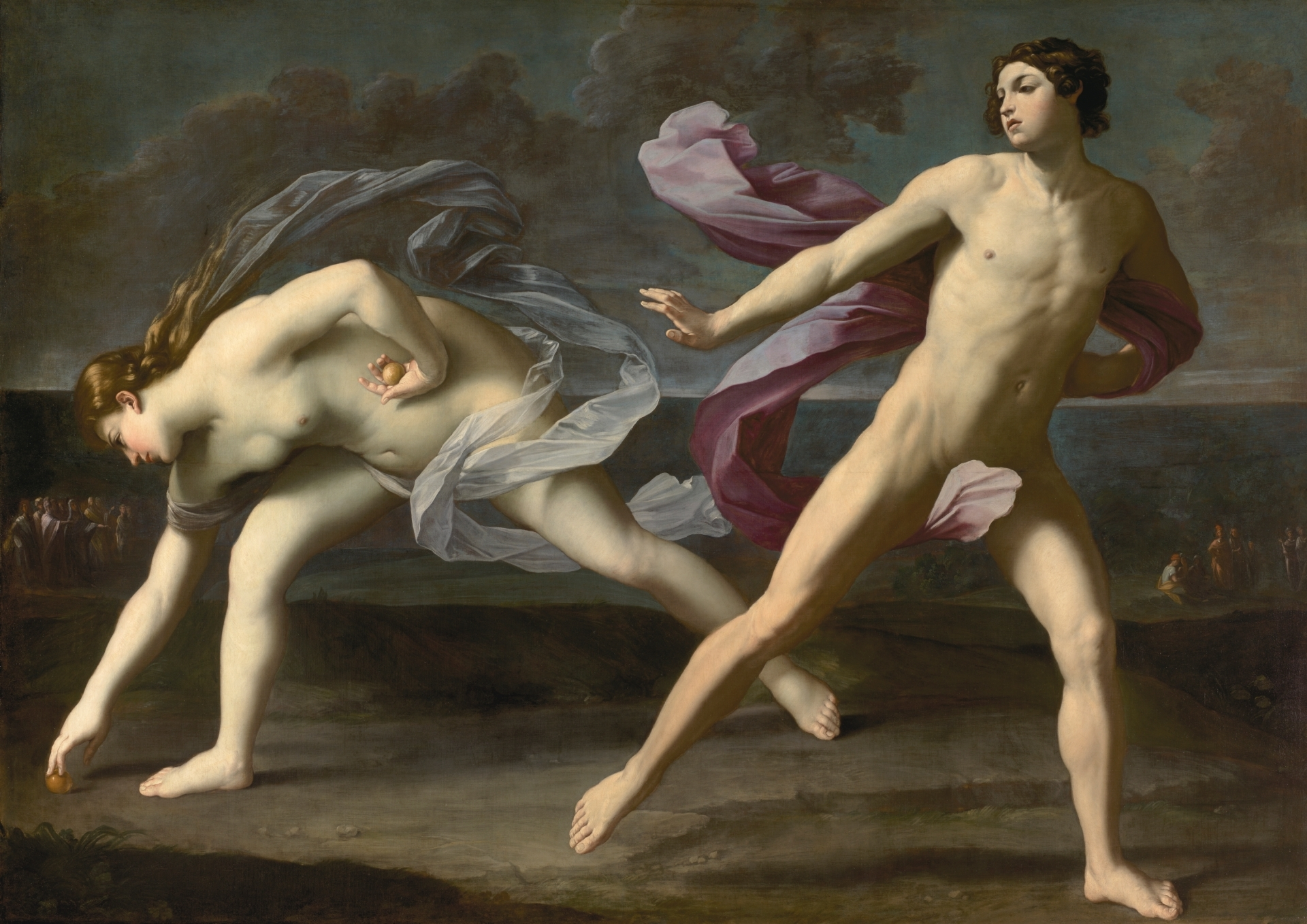
Гиппомен и Аталанта. 1618–1619, Прадо, Мадрид
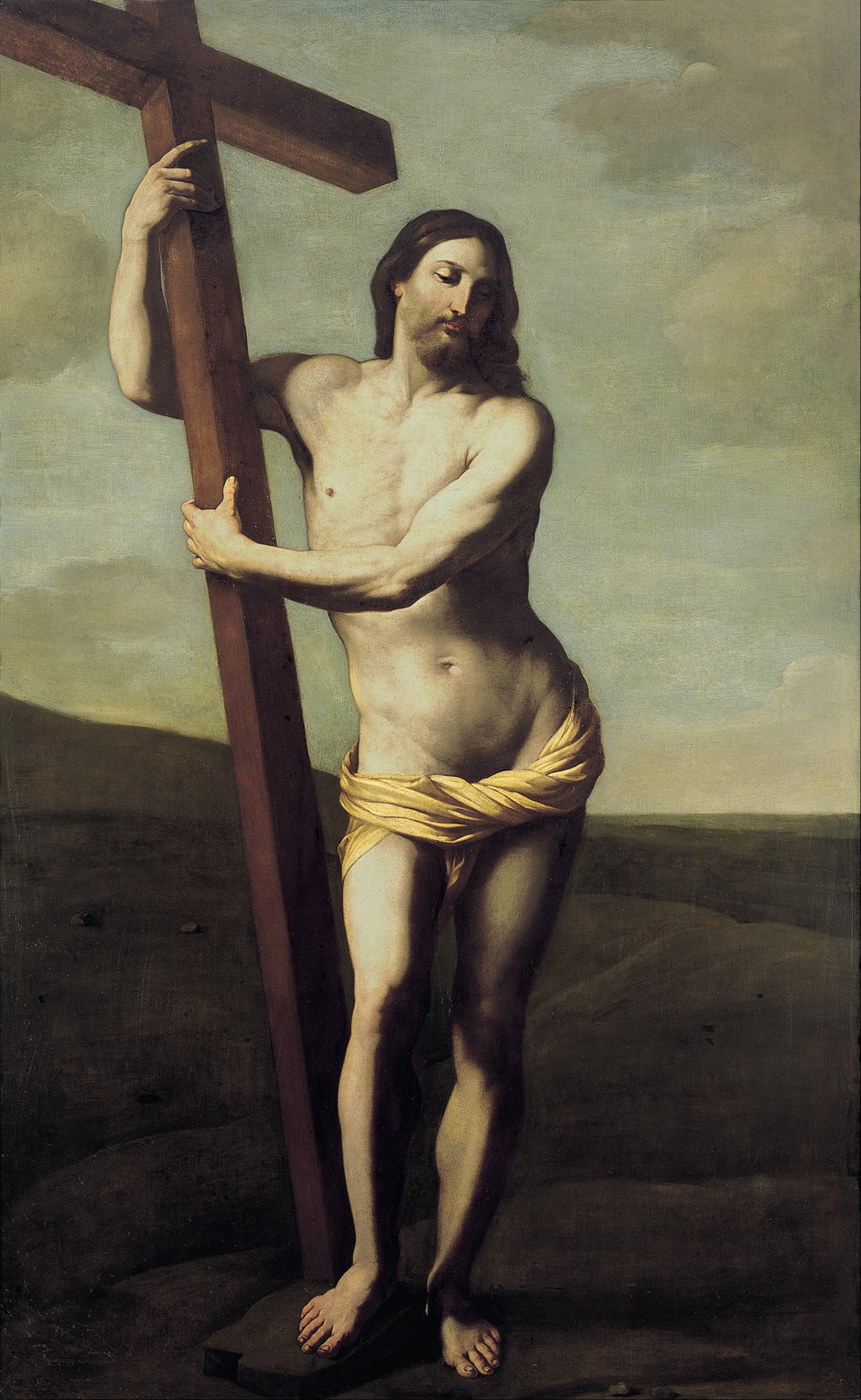
Воскресший Христос, обнимающий крест. 1621. Холст, масло. Королевская академия изящных искусств Сан-Фернандо, Мадрид
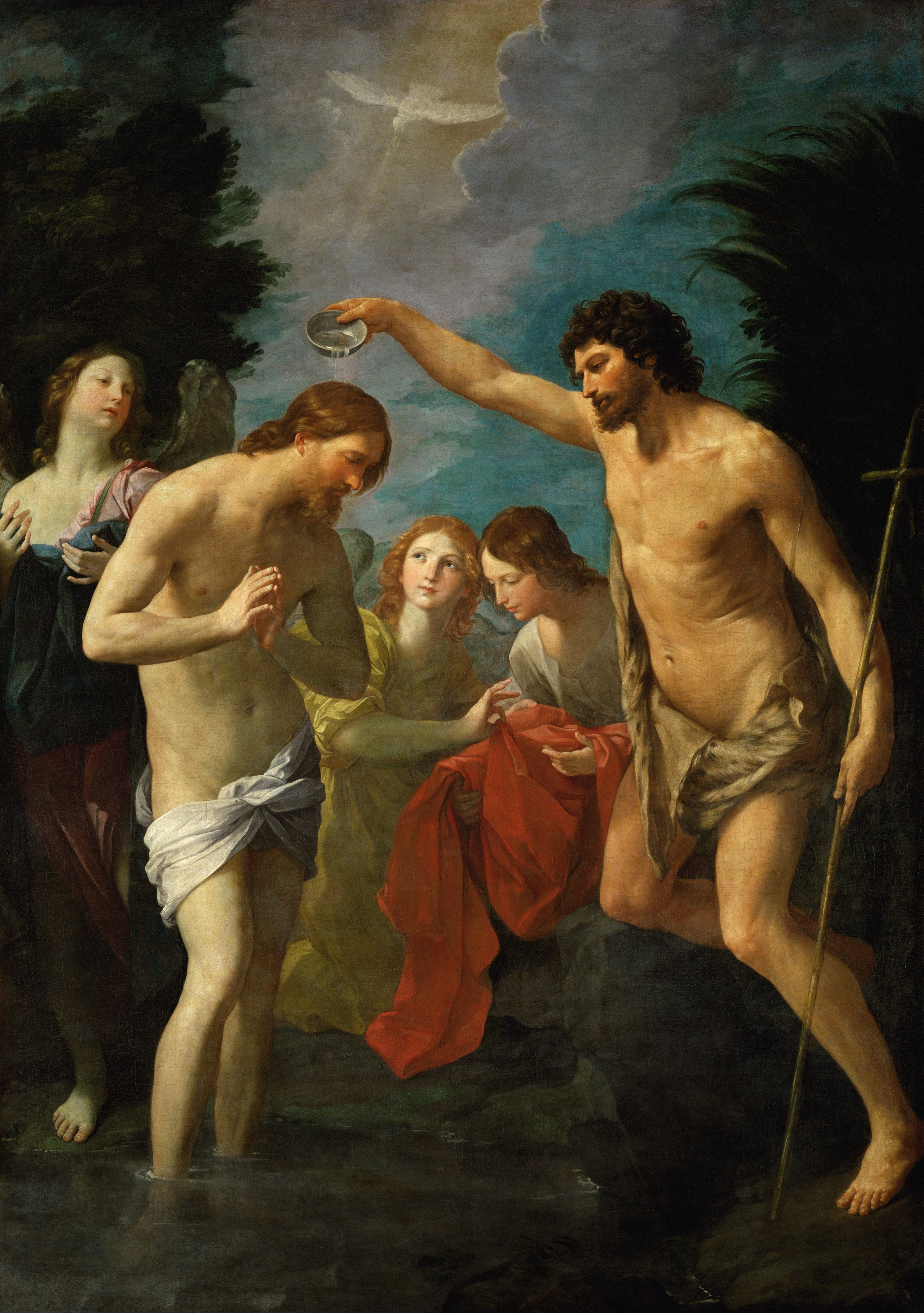
Крещение Христа. Между 1622 и 1623. Музей истории искусств, Вена
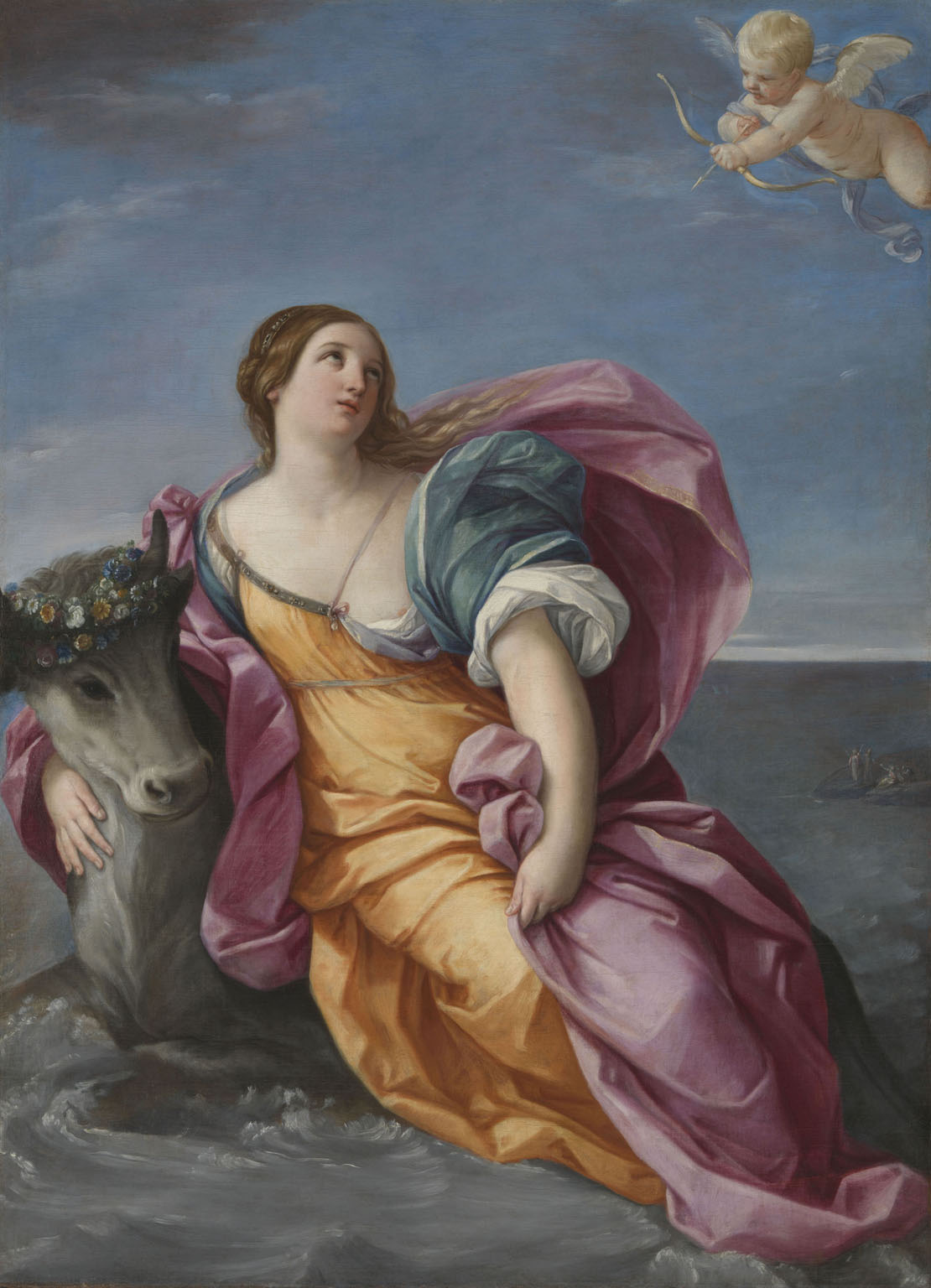
Похищение Европы. Между 1637 и 1639. Холст, масло. Лондонская национальная галерея
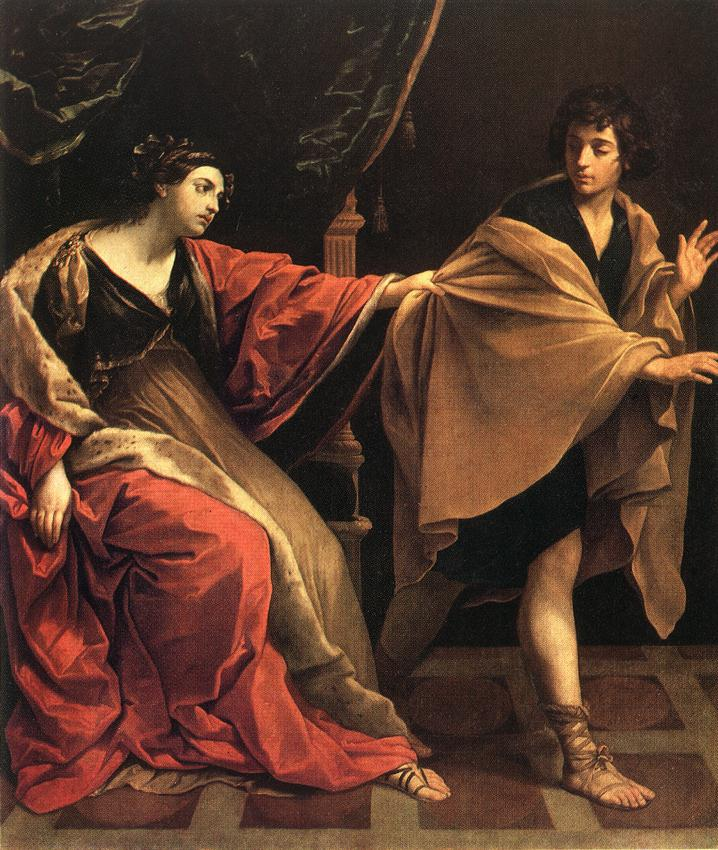
Иосиф и жена Потифара. 1631. Холст, масло. Государственный музей изобразительных искусств им. А. С. Пушкина, Москва
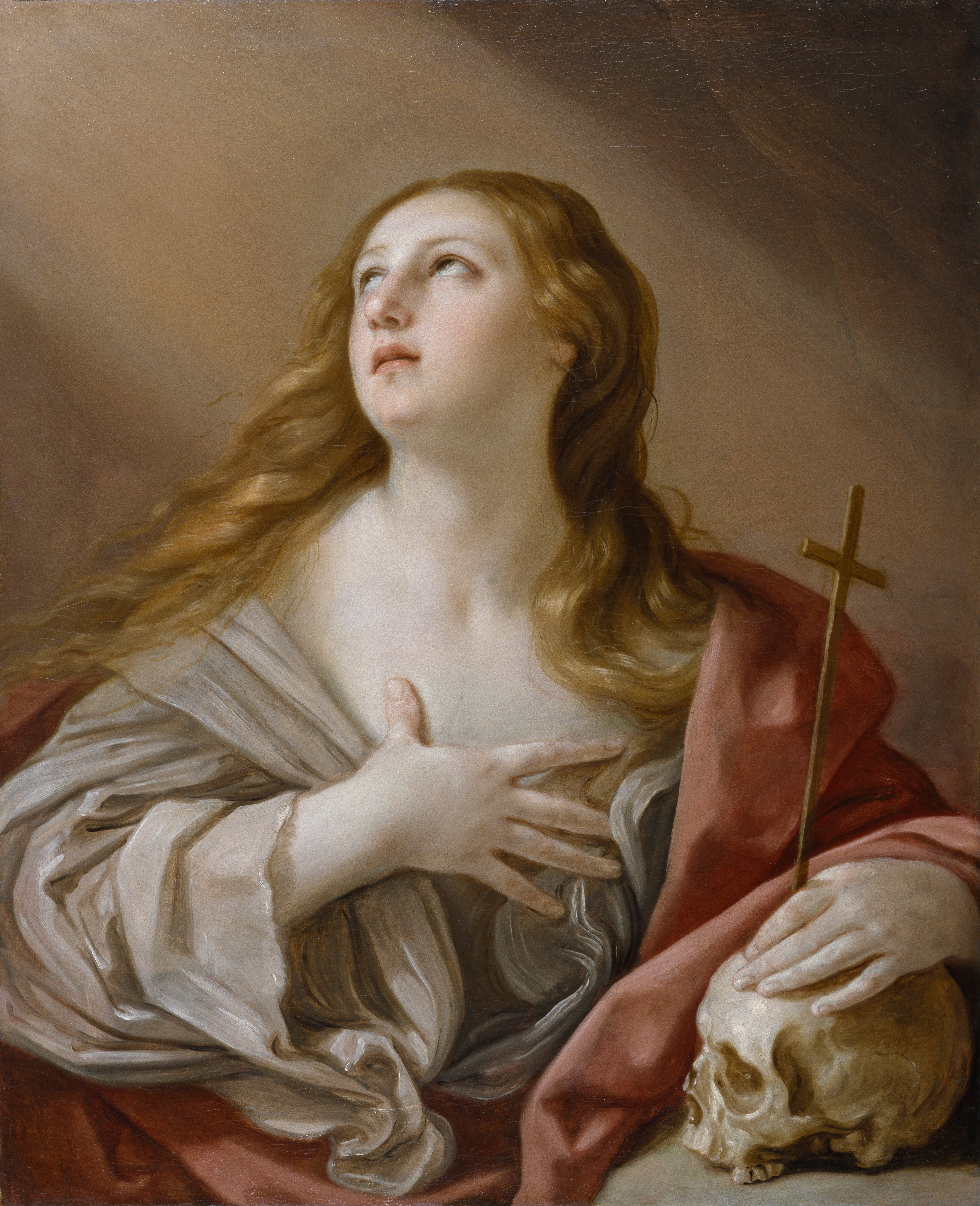
Кающаяся Мария Магдалина. Ок. 1635. Холст, масло. Художественный музей Уолтерса, Балтимор, США
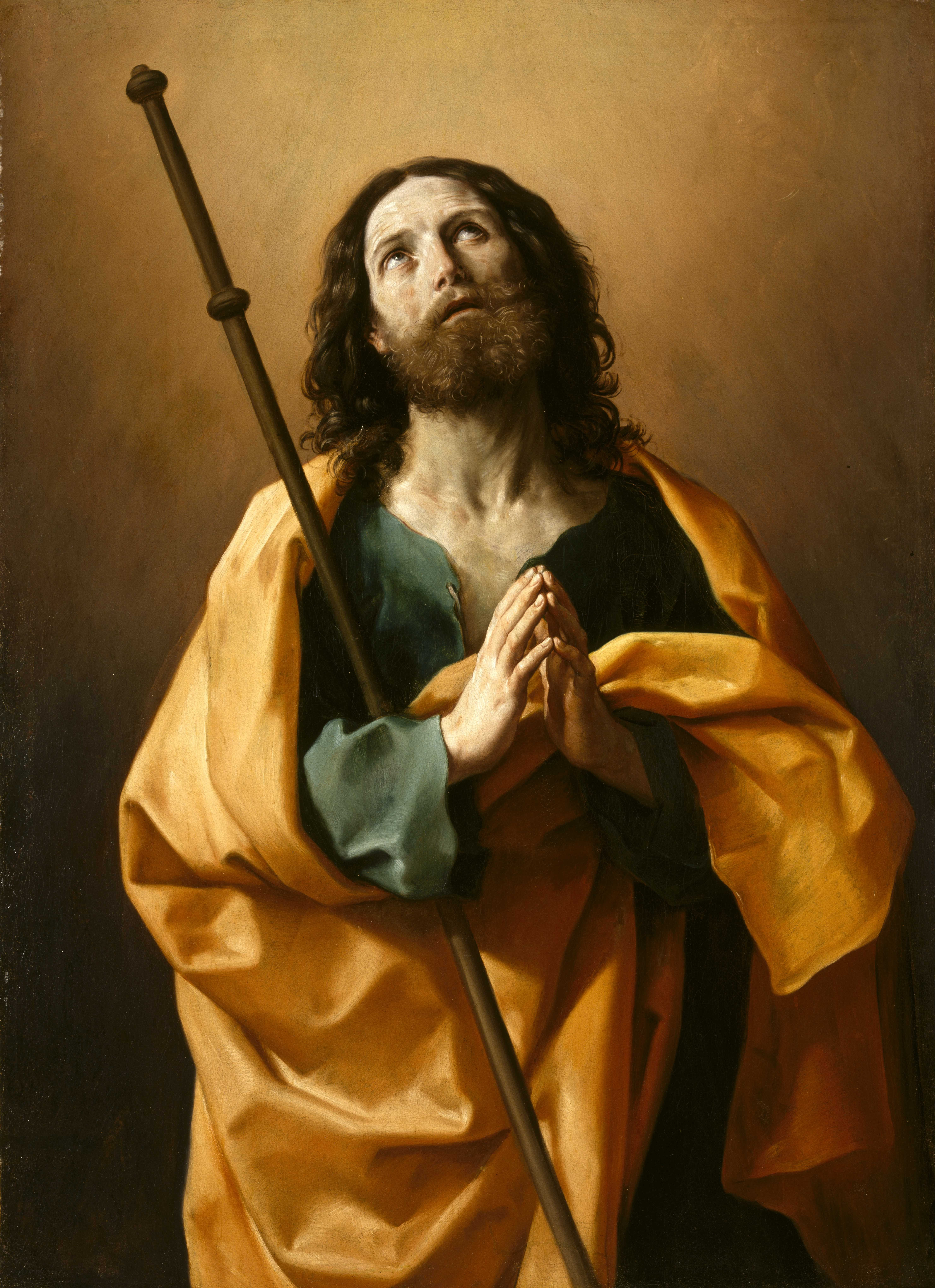
Святой апостол Иаков Зеведеев. Между 1636 и 1638. Холст, масло. Музей изящных искусств (Хьюстон), Техас, США
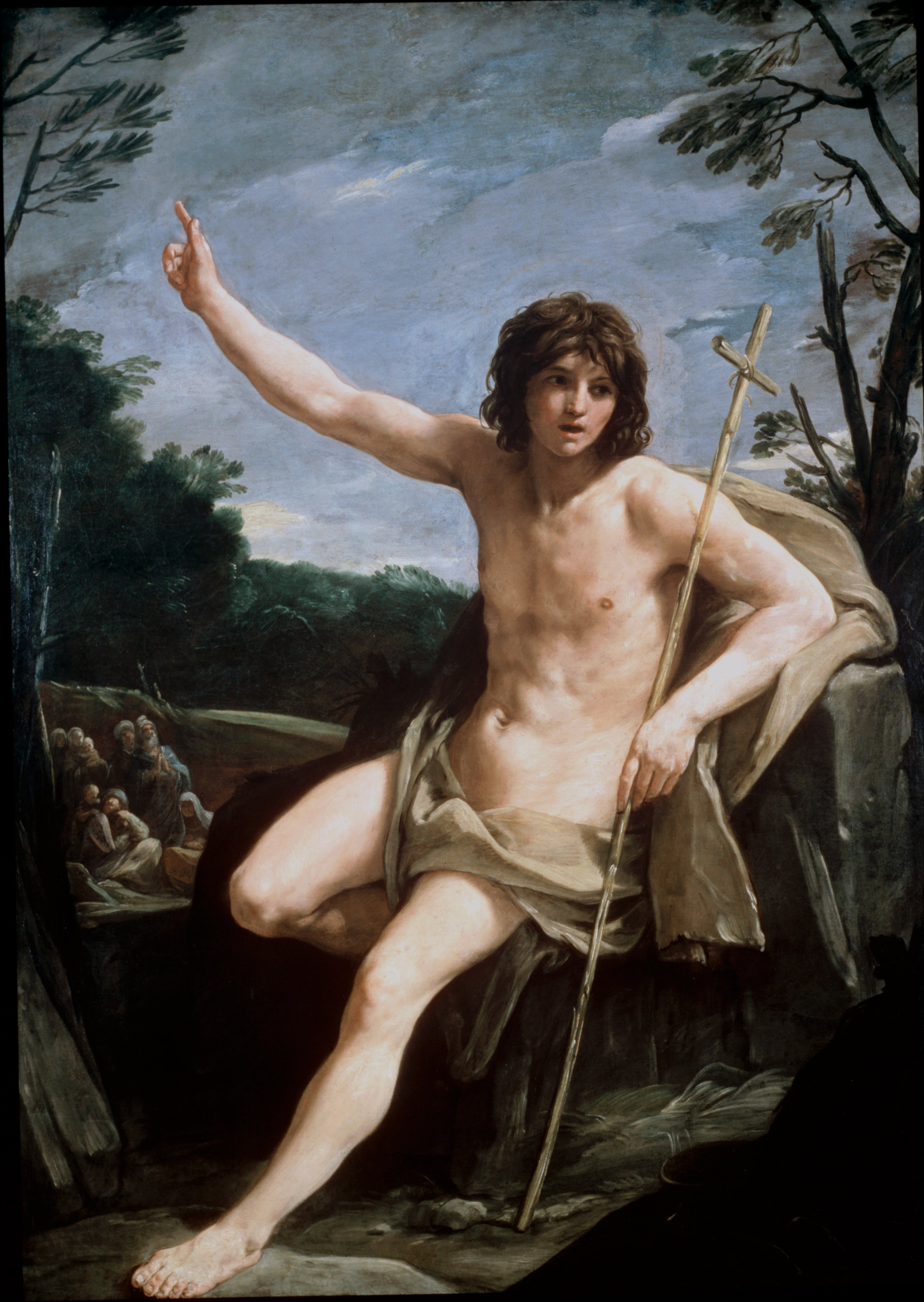
Иоанн Креститель в пустыне. 1636–1637. Холст, масло. Далиджская картинная галерея, Лондон
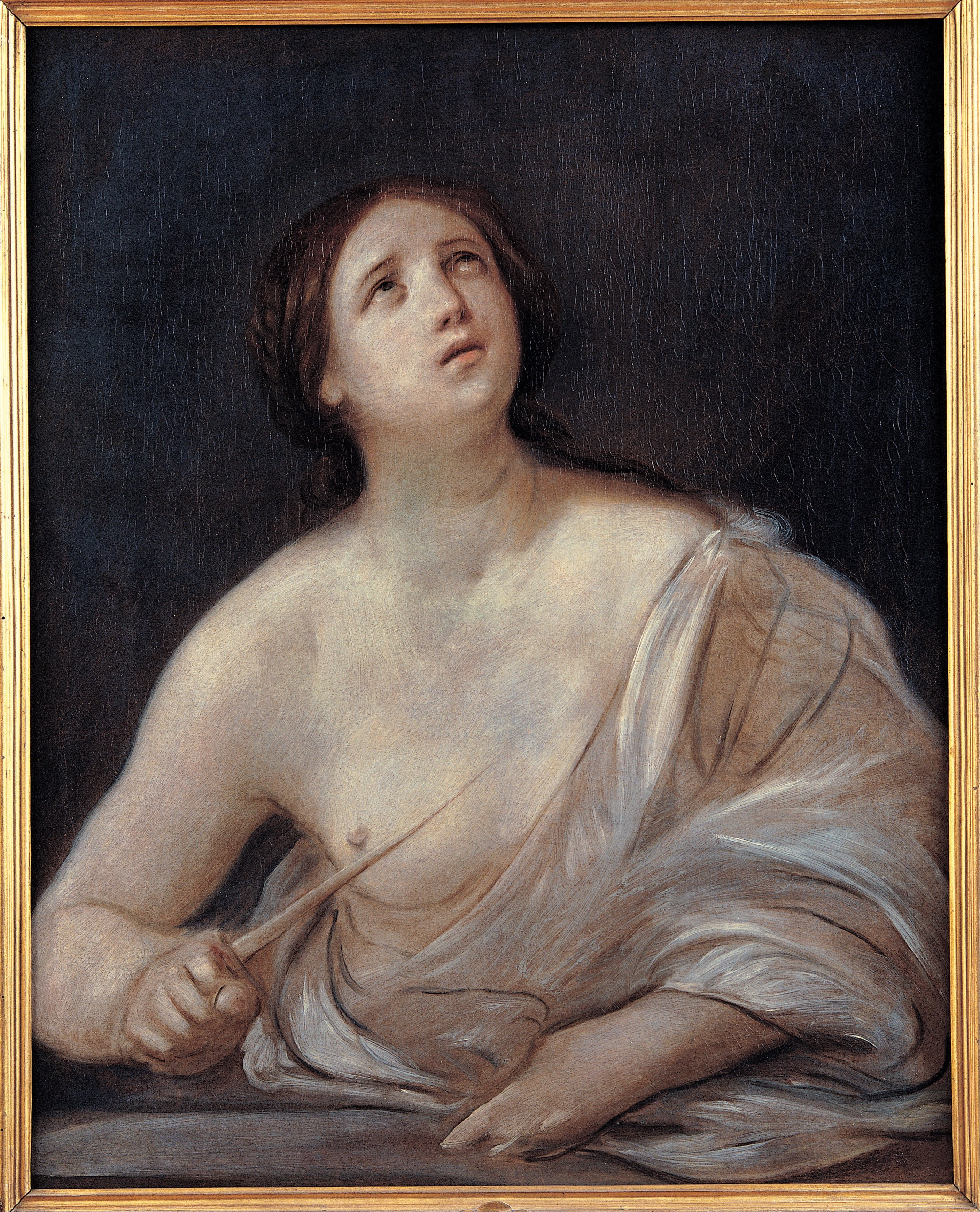
Лукреция. Между 1640 и 1642. Холст, масло. Капитолийские музеи, Рим